# Jordandalen
Jordandalen (arabisk: arabisk: الغور Al-Ghor eller Al-Ghawr) er en forlænget fordybning af Riftdalen, lokaliseret i Israel og Jordan samt på Vestbredden og Golanhøjderne. Den geografiske region inkluderer Jordan-floden, Huladalen, Genesaretsøen og Dødehavet, det laveste landområde på Jorden.
Der bor i dag over 85.000 mennesker i området, hvoraf de fleste lever af landbrug.
I henhold til Trumps fredsplan 2020 for Palæstina skal Jordandalen forenes med staten Israel.